# Gillian Chung
Gillian Chung Yan-Tung (Chino tradicional: 钟欣桐; chino: 钟欣桐, pinyin: Zhong Xintong, Hong Kong, 21 de enero de 1981) es una actriz y cantante. Es conocida por haber formado parte del dúo femenino cantopop Twins, junto a Charlene Choi.

## Biografía
Gillian Chung nació en Hong Kong bajo su nombre original, en chino: Chung-Dik saan (钟 狄 珊). Cuando tenía un año de edad, murió su padre.
Después de que fue cambiado, como primer punto, Dik (狄), se consideraba demasiada fuerte, su familia, decidió cambiar su nombre por Ka-Chung Lai (钟 嘉 励). Desde entonces, la partida de nacimiento tiene como referencia su nombre actual. Su nombre en chino: Chung Yan-tung (钟欣桐) es un nombre sugerido por Mani Fok, quien había consultado a un adivino. Se pensaba que su nombre tenía habilidades para introducir en los negocios. Gillian, nombre inglés se dio cuando todavía estaba en la escuela secundaria.
Se graduó primero en el Kowloon True Light Middle School y luego asistió a la  William Angliss Institute of TAFE en Melbourne, Australia.

## Filmografía

### Películas
- U Man (2002)
- Summer Breeze of Love (2002)
- If U Care... (2002)
- Just One Look (2002)
- Happy Go Lucky (2003)
- Colour of the Truth (2003)
- The Twins Effect (2003)
- The Spy Dad (2003)
- The Death Curse (2003)
- Fantasia (2004)
- Protege de la Rose Noire (2004)
- Love on the Rocks (2004)
- Moving Targets (2004)
- The Twins Effect (2004)
- Beyond Our Ken (2004)
- 6 AM (2004)
- House of Fury (2005)
- Bug Me Not! (2005)
- 49 Days (2005)
- Twins Mission (titolo alternativo: "Let's Steal Together") (2007)
- Naraka 19 (2007)
- Trivial Matters (2007)
- Rough Addiction (2009)
- The Fantastic Water Babes (2009) (post-produzione)
- Ip Man Final Fight (2013)

### Series televisivas
- The Monkey King: Quest for the Sutra (2002)
- All About Boy'z (2003)
- Sunshine Heartbeat (2004)
- Kung Fu Soccer (2004)
- Fox Volant of the Snowy Mountain (2006)
- The Spirit of the Sword (2007)
- Swords of Legends (2014)
- Zhao Ge

### Programas de variedades
| Año  | Programa                      | Notas              |
| ---- | ----------------------------- | ------------------ |
| 2019 | Actors Please Take Your Place | invitada           |
| 2017 | Ace vs Ace                    | (#2.04) - invitada |